# Arteria gastrica posterior

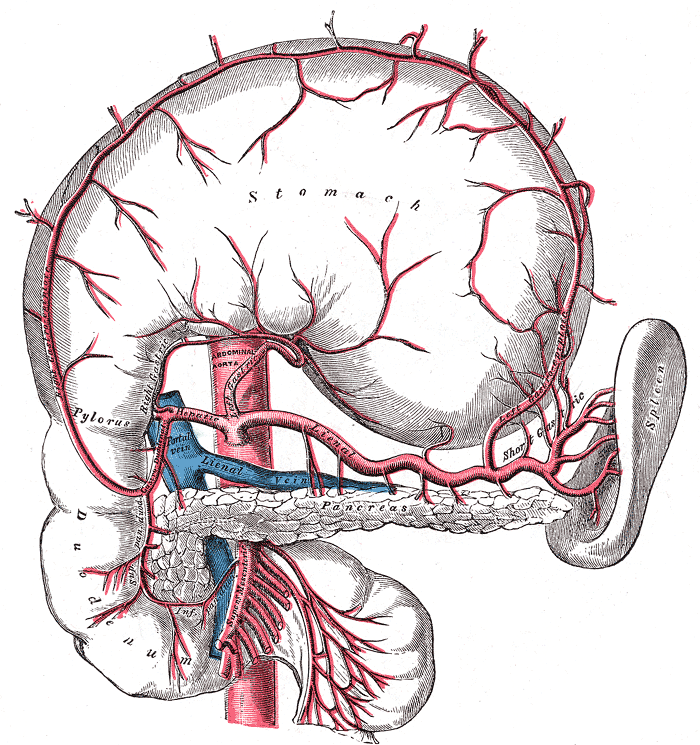
Truncus coeliacus

Die Arteria gastrica posterior (v. lat. gaster „Magen“; „hintere Magenarterie“) ist eine Schlagader der Bauchhöhle beim Menschen. Sie entspringt dem mittleren Abschnitt der Milzarterie und steigt im Zwerchfell-Milz-Band (Ligamentum phrenicosplenicum) steil zum Fundus des Magens auf und verzweigt sich in dessen Hinterwand. Die Arteria gastrica posterior ist inkonstant und kommt nur bei etwa 30 % der Individuen vor.